# ویسکر هیون
داستان‌های ویسکر هیون با حیوانات خانگی قصر (به انگلیسی: Whisker Haven Tales with the Palace Pets) (همچنین به عنوان داستانهای ویسکر هیون یا به سادگی ویسکر هیون) یک مجموعه انیمیشن کوتاه آمریکایی است که توسط استودیو گوستبات و انتشارات دیزنی ساخته و تولید شده‌است. این بازی بر اساس خط اسباب بازی دیزنی «حیوانات خانگی قصر» ساخته شده‌است، که به نوبه خود، یک فرانچایز از مجموعه پرنسس دیزنی است. این سریال به کارگردانی آلن لاو و نویسندگی شی فونتانا ساخته شده‌است و در برنامهٔ ساعت دیزنی جوینور راه اندازی شد و سپس در دیزنی جونیور پخش شد. این انیمیشن‌های کوتاه اکنون از طریق بازی موبایل، «حیوانات خانگی قصر در ویسکر هیون» (به انگلیسی: Palace Pets in Whisker Haven) در دسترس هستند که شامل فعالیت‌ها و بازی‌هایی با حضور حیوانات خانگی قصر می‌شود.

## طرح
داستان‌های ویسکر هیون با حیوانات خانگی قصر سریالی است که یک گروه اصلی متشکل از شش حیوان خانگی در قصر در آن بازی می‌کنند: ترژر، پامپکین، پتیت، سلطان، دریمی و بری به همراه پری مراقبتی پری مرغ مگس‌خوار خانم فتربون. این حیوانات اهلی قصر وارد درگاه‌های جادویی از پادشاهی پرنسس مربوطه خود می‌شوند و به قلمرو حیوانات ویسکر هیون سفر می‌کنند. در این دنیای جادویی جدید، حیوانات اهلی قصر به ماجراجویی‌های سرگرم‌کننده می‌پردازند و یادمی‌گیرند که برای دوستی، مهربانی و وفاداری ارزش قائل شوند. از اجرای یک نمایش رقص گرفته تا پرتاب بزرگترین توپ، هیچ کار خیلی بزرگ، خیلی کوچک یا خیلی پر زرق و برق برای حیوانات خانگی قصر وجود ندارد.

## جنجال‌ها
حیوانات خانگی در ویسکر هیون در میان چندین برنامه تلفن همراه از دیزنی در یک دادخواست دسته جمعی نامگذاری شده‌است که ادعا می‌کند دیزنی و سه شرکت نرم‌افزاری دیگر «به‌طور مخفیانه اطلاعات شخصی برخی از جوانترین مشتریان خود را [جمع‌آوری] می‌کنند و آن داده‌ها را به‌طور غیرقانونی با تبلیغ کنندگان بدون اجازه و رضایت والدین به اشتراک می‌گذارند».